# برت سوربون
برت سوربون هو ممثل سويدي، (13 يناير 1920 - 25 يونيو 1984)

## فيلموغرافيا
- 1940: تأرجحها أيها السحري!
- 1941: كلنا أولاد الربيع
- 1944: التخدير]"
- 1945: تذكرة إلى المغامرة
- 1947: حساء لشخصين
- 1948: البحرية كافالييرز
- 1953: 91 كارلسون في كل العصور
- 1974: الثلاثة من هاباراندا
- 1979: الأباطرة

## الوفاة
توفي في 25 يونيو 1984.